# العلاقات الأوزبكستانية الجورجية
العلاقات الأوزبكستانية الجورجية هي العلاقات الثنائية التي تجمع بين أوزبكستان وجورجيا.

## مقارنة بين البلدين
هذه مقارنة عامة ومرجعية للدولتين:
| وجه المقارنة                                              | أوزبكستان       | جورجيا                          |
| --------------------------------------------------------- | --------------- | ------------------------------- |
| المساحة (كم2)                                             | 448.98 ألف      | 69.70 ألف                       |
| عدد السكان (نسمة)                                         | 32.39 مليون     | 3.72 مليون                      |
| الكثافة السكانية (ن./كم²)                                 | 72.14           | 53.37                           |
| العاصمة                                                   | طشقند           | تبليسي، كوتايسي                 |
| اللغة الرسمية                                             | اللغة الأوزبكية | اللغة الجورجية، اللغة الأبخازية |
| العملة                                                    | سوم أوزبكستاني  | لاري جورجي                      |
| الناتج المحلي الإجمالي (بليون دولار)                      | 48.72 مليار     | 15.16 مليار                     |
| الناتج المحلي الإجمالي (تعادل القوة الشرائية) بليون دولار | 190.50 مليار    | 35.68 مليار                     |
| الناتج المحلي الإجمالي الاسمي للفرد دولار أمريكي          | 2.13 ألف        | 3.79 ألف                        |
| الناتج المحلي الإجمالي للفرد دولار أمريكي                 | 5.57 ألف        |                                 |
| مؤشر التنمية البشرية                                      | 0.675           | 0.754                           |
| رمز المكالمات الدولي                                      | +998            | +995                            |
| رمز الإنترنت                                              | .uz             | .ge، .გე ‏                       |
| المنطقة الزمنية                                           | ت ع م+05:00     | ت ع م+04:00                     |

## منظمات دولية مشتركة
يشترك البلدان في عضوية مجموعة من المنظمات الدولية، منها:
| علم المنظمة | اسم المنظمة                    | تاريخ انضمام أوزبكستان | تاريخ انضمام جورجيا |
| ----------- | ------------------------------ | ---------------------- | ------------------- |
|             | يونسكو                         | 26 أكتوبر 1993         | 7 أكتوبر 1992       |
|             | الفريق المعني برصد الأرض       | ?                      | ?                   |
|             | مؤسسة التمويل الدولية          | 30 سبتمبر 1993         | 29 يونيو 1995       |
|             | مؤسسة التنمية الدولية          | 24 سبتمبر 1992         | 31 أغسطس 1993       |
|             | منظمة الأمن والتعاون في أوروبا | 30 يناير 1992          | 24 مارس 1992        |
|             | الاتحاد البريدي العالمي        | ?                      | ?                   |
|             | الاتحاد الدولي للاتصالات       | 10 يوليو 1992          | 7 يناير 1993        |
|             | الأمم المتحدة                  | 2 مارس 1992            | 31 يوليو 1992       |
|             | البنك الدولي للإنشاء والتعمير  | 21 سبتمبر 1992         | 7 أغسطس 1992        |

## أعلام
هذه قائمة لبعض الشخصيات التي تربطها علاقات بالبلدين:
- تيمور كابادزه (لاعب كرة قدم أوزبكستاني، 5 سبتمبر 1981[17] – )

## وصلات خارجية
- موقع وزارة الخارجية الأوزبكستانية
- موقع وزارة الخارجية الجورجية